# Ulica Bankowa w Toruniu
Ulica Bankowa w Toruniu – ulica na Starym Mieście, w jego południowej części, biegnąca przy murach miejskich, od ul. Żeglarskiej do ul. Piekary.

## Historia
W średniowieczu miała charakter gospodarczej ulicy przymurnej pomiędzy Bramą Żeglarskią i Bramą Klasztorną, na którą wychodziły tyły działek przy ulicy Rabiańskiej. Nazwa "ul. Bankowa" (Bankstraße) pojawiła się po raz pierwszy w księdze adresowej z 1884 r. Na jej zabudowę składają się  nieliczne kamienice czynszowe z końca XIX i pocz. XX w. oraz nowe budynki (plomby) z lat 90. XX w. Do najważniejszych zabytków leżących przy tej ulicy należy Baszta Gołębnik.